# بانة بنت قتادة
بانة بنت قتادة بن دعامة السدوسي ذكرها ابن مردويه في أولاد المحدثين، وقال: روت عن أبيها، وعنها روى ابن أخيها قتادة بن سعيد بن قتادة.